# Le Mât de cocagne
Le mât de cocagne (en espagnol : La cucaña) est une peinture que Francisco de Goya a réalisé pour la promenade des ducs d'Osuna en 1786-1787.

## Analyse
Comme le reste de la série, la toile prend pour motif une scène populaire. Le reste de la série comprend : La Balançoire, La Chute, L'Attaque de la diligence, Procession de village, La Conduite d'une charrue et Apartado de toros.
Le Mât de cocagne est un thème populaire de l'iconographie du XVIIIe siècle que Goya avait déjà employé pour ses cartons de tapisseries. Des garçons grimpent et se battent pour atteindre le sommet du mât, où sont disposés comme lots des gâteaux et des poulets. Au milieu, le paysage est flou, mais il est possible de distinguer des fermes et une foule entassée au pied du mât.